# Achaeridion
Achaeridion is een monotypisch geslacht van spinnen uit de familie van de Theridiidae (Kogelspinnen).

## Soort
- Achaeridion conigerum Simon, 1914